# فرودگاه کولونیا
فرودگاه کولونیا (به انگلیسی: Colonia Airport) (به زبان بومی: Aeropuerto Internacional Laguna de los Patos) یک فرودگاه همگانی مسافربری با کد یاتا CYR است که یک باند فرود آسفالت دارد و طول باند آن ۱۳۷۰ متر است. این فرودگاه در شهر کولونیا دل ساکرامنتو کشور اروگوئه قرار دارد و در ارتفاع ۲۰ متری از سطح دریا واقع شده‌است.